# Basílica de la Concepción de Nuestra Señora
La basílica de la Concepción de Nuestra Señora es un templo católico de estilo neogótico ubicado en la ciudad española de Madrid. Está situada en la calle Goya, esquina con Núñez de Balboa, y fue construida a comienzos del siglo xx.

## Historia
Construida entre 1912 y 1914, el arquitecto encargado del diseño del edificio fue inicialmente Eugenio Jiménez Corera, hasta su muerte en 1910; la finalización del proyecto correspondió a Jesús Carrasco-Muñoz. La torre —con una altura de 43,70 metros— está rematada por una estructura de hierro, coronada a su vez esta por una efigie de la Purísima Concepción. Manuel Pariente fue el encargado de poner La Corona a dicha imagen. A la inauguración del edificio asistieron los entonces monarcas Alfonso XIII y Victoria Eugenia de Battenberg, en una ceremonia que tuvo lugar el 11 de mayo de 1914. La obra ha sufrido varias remodelaciones: en la década de los 50, en 1985 y en 2013.
El 8 de julio de 1977 se incoó un expediente para su declaración como Bien de Interés Cultural.
En el año 2014 le fue concedido el rango de basílica menor por el papa Francisco I.